# جولیانو تادئو آراندا
جولیانو تادئو آراندا (به پرتغالی: Giuliano Tadeo Aranda) مهاجم اهل برزیل است که در شهر سانتو آندره و در تاریخ ۲۱ فوریهٔ ۱۹۷۴ به دنیا آمده‌است.
جولیانو تادئو آراندا در تیم‌های فوتبال پالمیراس، Goiás، کوریتیبا، توکیو وردی، پالمیراس، Badajoz، Grêmio، Botafogo، São Caetano، گامبا اوساکا سابقهٔ حضور دارد.